# Schlacht um Lagarde
Schlacht um die Niederlande

Maastricht – Mill – Den Haag – Rotterdam – Zeeland – Grebbeberg – Afsluitdijk – Bombardierung von Rotterdam
Invasion von Luxemburg

Schusterlinie
Schlacht um Belgien

Fort Eben-Emael – K-W-Linie – Dyle-Plan – Hannut – Gembloux – Lys
Schlacht um Frankreich

Ardennen – Sedan – Maginot-Linie – Weygand-Linie – Arras – Boulogne – Calais – Dünkirchen (Dynamo – Wormhout) – Abbeville – Lille – Paula – Fall Rot – Aisne – Westalpen – Cycle – Saumur – Lagarde – Aerial – Fall Braun
Bei der Schlacht um Lagarde handelt es sich um eine Reihe von Kampfhandlungen, die am 17. und 18. Juni 1940 in Lagarde in Frankreich von der polnischen 1. Grenadier-Division unter dem Kommando von Brigadegeneral Bronisław Duch gegen das deutsche XII. Armeekorps ausgetragen wurden.

## Vorgeschichte
Infolge der französisch-polnischen Militärallianz begann Anfang September 1939 kurz nach dem deutschen Einmarsch in Polen die Bildung einer polnischen Division in Frankreich. Nach der Besetzung Polens und der Bildung der polnischen Exilregierung befahl der neu ernannte polnische Oberbefehlshaber Władysław Sikorski am 13. November 1939 die Bildung der 1. Grenadier-Division. Diese wurde nach französischem Vorbild organisiert und mit französischen Waffen und Uniformen ausgestattet. Ende April 1940 wurde die Division nach Colombey-les-Belles in Lothringen verlegt, wo sie ihre schwere Ausrüstung und die Abschlussausbildung erhielt. Am 18. Mai wurde die Formation im Zuge des deutschen Westfeldzuges dem französischen 20. Corps im Raum Sarry als Verstärkung zugewiesen.

## Verlauf

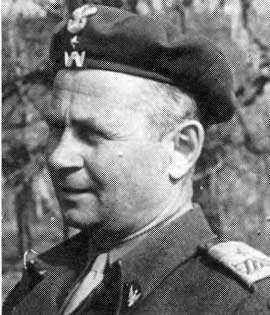
Bronisław Duch

Die polnische 1. Grenadier-Division kämpfte in Lothringen um den Rhein-Marne-Kanal gegen Einheiten des deutschen XII. Armeekorps (75., 198. und 268. Infanteriedivision), Teile der 60. Infanteriedivision des XXIV. Armeekorps sowie Einheiten der 79. Infanteriedivision des XXX. Armeekorps.
Vom 15. bis 16. Juni kämpfte die polnische 1. Grenadier-Division als Teil des französischen 20. Armeekorps in der Region von Altwiller, Lenning (Maginot-Linie) und Dieuze. Nachdem die Division am 17. Juni mit der Organisation der Verteidigung des Rhein-Marne Kanals zwischen Lagarde und dem Wald von Rechicourt beauftragt worden war, begann sie ihren Rückzug in eine neue Position. Vom 20. Armeekorps wurden 3 Einheiten getrennt "Gelucourt", "Assenoncourt" und "Azoudange", was das Vorrücken gegen die Deutschen verzögerte. Die Einheit "Gelucourt" wurde am 17. Juni abgezogen und konnte die linke Flanke der Division nicht mehr sichern. Am 17. Juni überquerten deutsche Truppen den Kanal bei Lagarde, der vom 2. Grenadier-Regiment verteidigt wurde und bildeten einen Brückenkopf. Sie wurden jedoch infolge eines nächtlichen Gegenangriffs, welcher durch Reserven der Division geführt wurde, wieder daraus verdrängt. In der Nacht und am Morgen des 18. Juni wiederholten die Deutschen ihre Versuche den Kanal zu überqueren, aber alle ihre Angriffe wurden zurückgeschlagen. Nachdem die Verteidigung der französischen 52. Infanteriedivision zusammengebrochen war, griff die deutsche 79. Infanteriedivision die polnischen Truppen an ihren Flanken erfolgreich an und errichtete einen neuen Brückenkopf von Lagarde. Trotz des aktiven Einsatzes des 2. Grenadier-Regiments, gelang es der deutschen Division den Brückenkopf zu halten.
Am Nachmittag brachen die Deutschen in die Verteidigung des rechten Flügels der 1. Grenadier-Division ein, wodurch sie von der Stirn und vom anderen Flügel aus angreifen und einen zweiten Brückenkopf bilden konnten. Angesichts der Bedrohung beider Flügel beschloss der Kommandeur der Division, General B. Duch, auf die zweite Verteidigungslinie zurückzugehen und dort weiteren Widerstand zu leisten. Aufgrund der enormen Schwächung der Division gab General Hubert, der Kommandeur des 20. Armeekorps am Abend den Befehl, die 1. Grenadier-Division von den französischen Truppen zu trennen und deren Konzentration ab dem Morgen des 19. Juni in den Wäldern von Baccarat vorzunehmen. Aufgrund des erneuten Durchbruchs der französischen Front nahm die Division am 20. Juni ihre Kämpfe an der Grenze zwischen Baccarat und Merviller wieder auf. Nachdem die Deutschen erneut in die Verteidigung eingebrochen waren, zog sich die Division zurück und organisierte eine Verteidigung an der Meurthe im Gebiet Raon l’Etap. Trotz des erlassenen Befehls von General W. Sikorski, die Division aus dem Kampf zurückzuziehen, befahl der Kommandeur des 20. Armeekorps sie in der Verteidigung zu belassen. Die schlechte Lage veranlasste General Duch den Rückzug in die nächste Verteidigungslinie anzuordnen.
Der Zusammenbruch des Widerstands der Franzosen und die Aufnahme von Gesprächen über die Kapitulation Frankreichs zwangen General Duch, am 21. Juni einen Befehl zur Auflösung der Division zu erlassen. Alle Organisationseinheiten der 1. Grenadier-Division erhielten ein codiertes Signal "4444", das bedeutete: "Ende der Feindseligkeiten, Auflösung der Division, Einsatzakten und Banner sichern und verstecken, Zerstörung schwerer Waffen und Ausrüstung, Verlassen der Belagerung in kleinen Gruppen, Rückzug durch Südfrankreich und weiter nach Großbritannien durchbrechen ". Der "Drôle de Guerre - seltsamer Krieg", wie die Franzosen ihn nannten, endete mit der Unterzeichnung eines Waffenstillstands am 23. Juni, der das Land in freies und besetztes Frankreich aufteilte. Die Verluste der 1. Grenadier-Division in Frankreich betrugen rund 5.200 Soldaten. Einige Soldaten der in Südfrankreich infiltrierten Gruppen erreichten Großbritannien. Eine große Anzahl war in die polnische und französische Widerstandsbewegung eingetreten, die sich in ganz Frankreich bildeten.

## Gedenken
Am 30. Jahrestag der Kämpfe der 1. Grenadier-Division in Legarde wurde ein Denkmal für die Soldaten der Division enthüllt, die bei den Kämpfen in Lothringen ums Leben kamen. In Warschau, in Grochów Wielki, an der Kreuzung an der Allee der Vereinigten Staaten und der Straße Grenadierów, gibt es einen Gedenkstein, der den Soldaten der 1. polnischen Grenadier-Division gewidmet ist. In der Resolution des Rates der Hauptstadt Warschau wurde dieses Gebiet als "Platz der 1. Grenadier-Division - Frankreich 1940" bezeichnet. Das Denkmal bestand aus einem Fragment des Sockels des Fliegerdenkmals aus der Vorkriegszeit.
Die Schlacht um Lagarde wurden auf einer der Tafeln auf dem Grab des unbekannten Soldaten in Warschau mit der Inschrift nach dem Zweiten Weltkrieg "LAGARDE-ST. HIPPOLITE-MAICHM 17 - 19 VI 1940", nach 1990 mit der Aufschrift "LAGARDE, 17 - 18 VI 1940 " erinnert.
1990 wurde eine Medaille mit dem Bild von Bronisław Duch mit dem Text „Bitwa pod Lagarde 1940“ geprägt, der von der staatlichen Münzanstalt herausgegeben und von Ewa Tyc-Karpińska entworfen wurde.